# Celon
Celon ist eine französische Gemeinde mit 383 Einwohnern (Stand: 1. Januar 2022) im Département Indre in der Region Centre-Val de Loire; sie gehört zum Arrondissement Châteauroux und zum Kanton Argenton-sur-Creuse. Die Einwohner werden Celonnais genannt.

## Geographie
Celon liegt etwa 36 Kilometer südsüdwestlich von Châteauroux. 
Nachbargemeinden von Celon sind Argenton-sur-Creuse im Norden, Ceaulmont im Osten, Bazaiges im Süden und Südosten sowie Vigoux im Süden und Westen.
Durch die Gemeinde führt die Autoroute A 20.

## Bevölkerungsentwicklung
| Jahr                      | 1962 | 1968 | 1975 | 1982 | 1990 | 1999 | 2006 | 2013 |
| Einwohner                 | 455  | 429  | 417  | 372  | 369  | 382  | 375  | 402  |
| Quelle: Cassini und INSEE |      |      |      |      |      |      |      |      |

## Sehenswürdigkeiten
- Grabhügel von Le Puy-de-l'Age
- Kirche Saint-Germain aus dem 14. Jahrhundert
- Schloss Celon aus dem 15. Jahrhundert

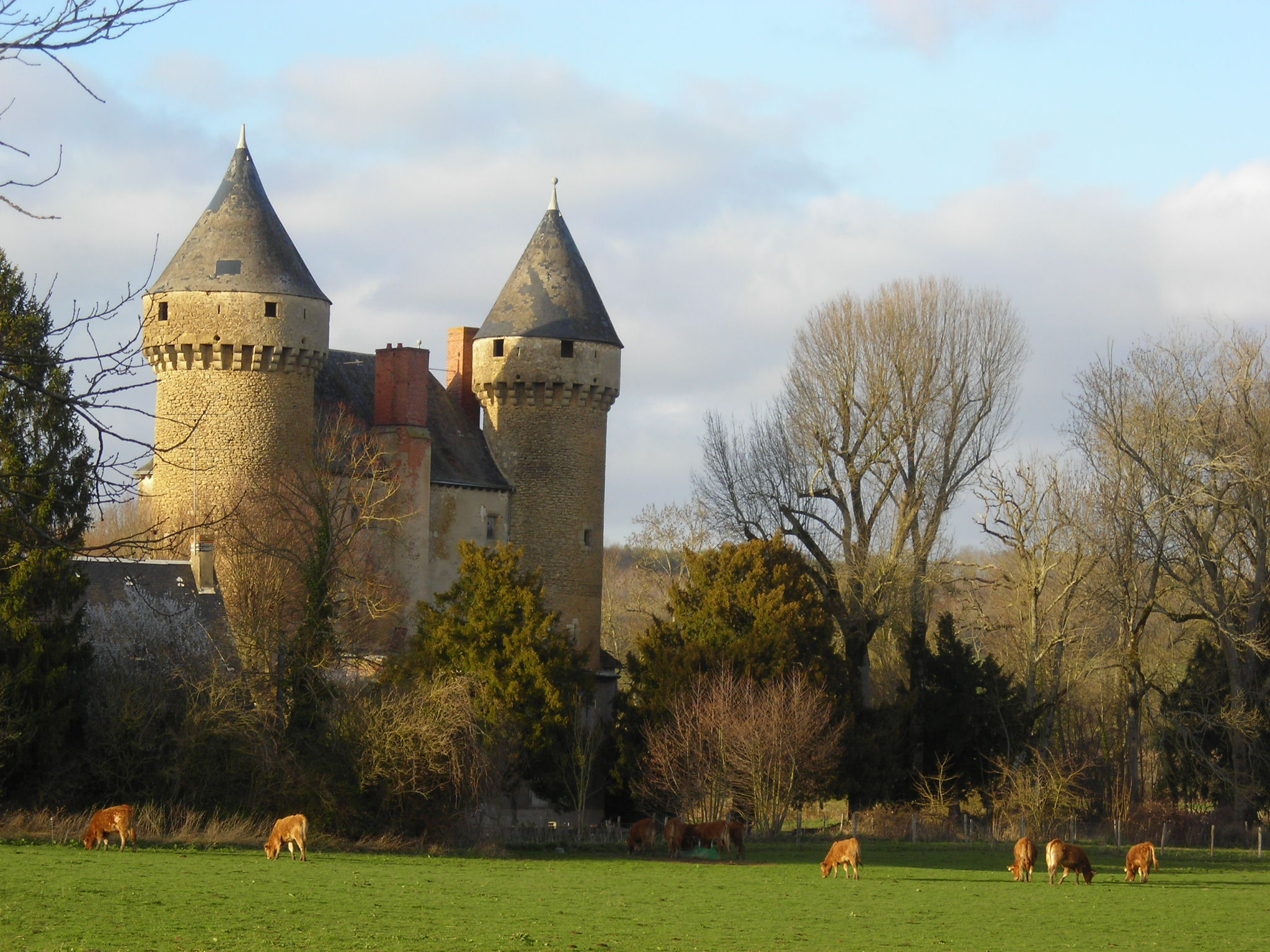
Schloss Celon